# Keuterboer

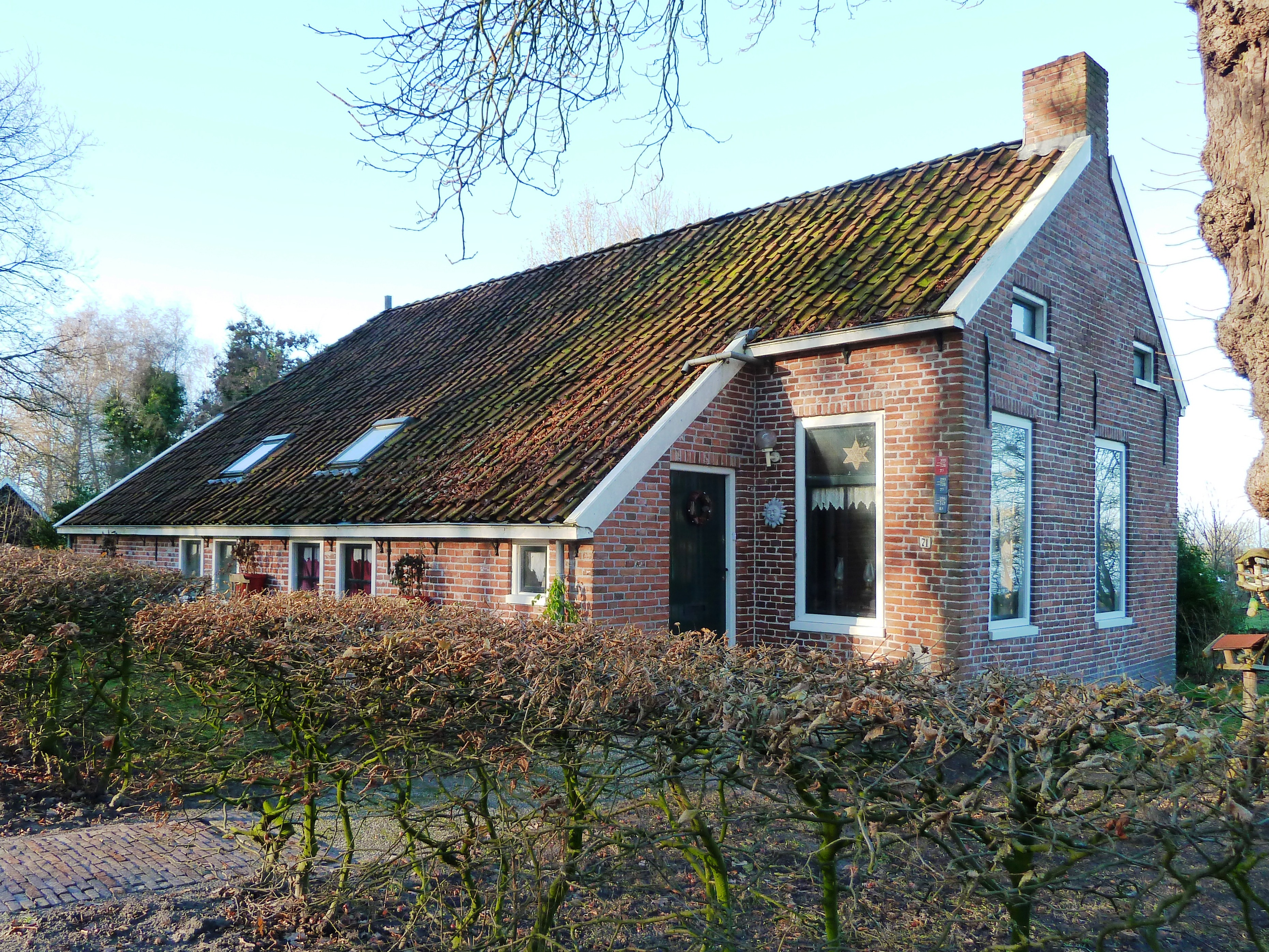
19e-eeuws arbeidershuis in het dorp Midwolda in de Nederlandse provincie Groningen

Een keuterboer is een boer met een zodanig klein bedrijf dat hij zijn inkomsten moet aanvullen met loondienst.
Al in de middeleeuwen werd er onderscheid gemaakt tussen de eigenerfde die een volledig erf (waardeel) bezat in een marke, en eigenaren van keutersteden (Nedersaksisch köter), kleine "onvolledige" goederen (vergelijk kot). Dit woord heeft een gemeenschappelijke stam met het Franse coterie en het Engelse cottage. In tegenstelling tot de eigenerfden hadden ze geen stemrecht in de buurschap marke. 
Keuterboeren bewerkten een stukje grond en hadden wat (klein)vee maar waren meestal niet in staat daarmee volledig in hun eigen onderhoud te voorzien. Daarom werkten veel keuterboeren als aanvulling op hun inkomen als landarbeider bij herenboeren of in fabrieken. 

## Keuterij
Op de armere zand- en veengronden had de boerderij van een keuterboer dikwijls alleen een stenen voorgevel terwijl de rest bestond uit houten planken of zelfs plaggen. Het gezin en het vee verbleef onder hetzelfde dak. Dankzij de invoering van de aardappel rond 1750 kregen veel arme dorpsbewoners de kans een boerenbedrijfje te beginnen op uithoeken van ontgonnen heidevelden. Zo'n bedoening wordt in Oost-Nederland een keuterij of katerstede genoemd. 
In Salland, aan de IJssel, Twente en de Achterhoek werd met een katerstede een kleine hutachtige boerderij met enig land bedoeld. Kleine percelen land werden hier verpacht aan keuterboeren, die er een eenvoudig huisje bij bouwden. Een dergelijk huisje werd een kot of kate genoemd. Bij de verdeling van de gemeenschappelijke gronden kregen deze keuterboertjes vaak de gelegenheid om de stukjes grond, die ze geleidelijk bij hun katerstede hadden getrokken, te kopen. 
In Oost-Groningen en de Drentse Veenkoloniën bewerkten de landarbeiders dikwijls een perceel grond en hielden ze enig vee; hun woningen werden als arbeiderswoning (aarbaidershoes) betiteld, maar hadden de vorm van een verkleinde kopie van een grote boerderij.
In Brabant werden keuterboeren traditioneel kosaarden (cossaerten) genoemd.

## Koemelker
Een keuterboer met één of twee koeien werd ook wel koemelker genoemd. Een deel van zijn inkomsten kwam uit de opbrengst van de melk die hij vaak direct aan particulieren verkocht.

## Gardenier
In Friesland en Groningen kwamen vanaf het einde van de achttiende eeuw kleine boeren op, die voornamelijk leefden van de teelt van aardappelen, grove groenten, bessen en handelsgewassen als cichorei. In Friesland heetten deze keuterboeren gardenier ('tuinder'); rond de stad Groningen sprak men van moeskers. Ook Utrecht kende deze kwekers, ze werden hoveniers genoemd. Veel tuinders kregen nieuwe mogelijkheden dankzij de kredieten in het kader van de Landarbeiderswet van 1918. Hun producten werden op lokale veilingen verhandeld. Tussen 1950 en 1970 werden de meeste bedrijfjes beëindigd.

## Wupkoareboeren
In Groningen werd de term keuterboer soms met een neerbuigende connotatie gebruikt. Herenboeren van het Hogeland spraken in de negentiende en begin twintigste eeuw geringschattend over wupkoareboeren. Een wupkoar is een driewielige mestkar waarvan de bak gekiept kan worden.

## Buiten Nederland en België
In Beieren en Oostenrijk wordt een keuterboer vaak met Söldner aangeduid, een woord, dat elders in Duitsland soldenier, huursoldaat, betekent. Dit komt van Sold, loon, dat de keuterboer elders moest bijverdienen. 
In Noord-Duitsland wordt een landarbeider Köter, Kötter of Heuerling genoemd; een door zo iemand bewoond keuterboerderijtje (Kate, Kote, Katstelle) werd ook wel een Heuerlingshaus, -stelle of -hof genoemd.

## Trivia
Namen die eindigen op -cate of -kate verwijzen naar een 'keuterverleden'.